# Lino Jordan
Lino Jordan (Saint-Rhémy-en-Bosses, República Social Italiana; 15 de mayo de 1944 – 6 de junio de 2023) fue un biatleta de Italia que participó en dos ediciones de los Juegos Olímpicos de Invierno y fue campeón nacional.

## Logros
- 1971:
  - 3.º lugar del Campeonato Italiano de Biatlón
  - 3.º lugar del Campeonato Italiano de Biatlón largo calibre
- 1972:
  - Campeón Italiano de Biatlón
  - 10.º lugar en Sapporo 1972 en relevo 4 × 7.5 kilómetros (junto a Giovanni Astegiano, Corrado Varesco y Willy Bertin)
  - 40.º lugar en Sapporo 1972 en los 20 kilómetros
- 1974: 
  - Subcampeón Italiano de Biatlón en sprint
- 1975:
  - Campeón Italiano de Biatlón en sprint
  - Campeón Italiano de Biatlón en sprint largo calibre
  - Subcampeón Italiano de Biatlón
- 1976:
  - 6.º lugar en Innsbruck 1976 en relevo 4 × 7.5 kilómetros (junto a Pierantonio Clementi, Luigi Weiss y Willy Bertin)
  - 7.º lugar en Innsbruck 1976 en los 20 kilómetros
- 1978:
  - 3.º lugar del Campeonato Italiano de Biatlón
  - 3.º lugar del Campeonato Italiano de biatlón en sprint
- 1980: 
  - 3.º lugar del Campeonato Italiano de Biatlón.